# Joseph Whitworth
Sir Joseph Whitworth, Baronetto (Stockport, 21 dicembre 1803 – Monte Carlo, 22 gennaio 1887), è stato un ingegnere e imprenditore inglese.

## Biografia

### Primi anni
Whitworth nacque a Stockport, figlio di Charles Whitworth, un insegnante e pastore della Chiesa Congregazionista. Joseph frequentò le scuole ad Idle, vicino a Leeds: fin dall'inizio mostrò un grande interesse per la meccanica e questa sua attitudine si rivelò in pieno quando iniziò a lavorare presso suo zio.

### Carriera
Dopo aver lasciato gli studi, Whitworth divenne un apprendista a contratto presso uno zio filatore di cotone nello Derbyshire. Questo apprendistato durò quattro anni dopo di che lavorò per altri quattro anni come meccanico in una fabbrica a Manchester. In seguito si trasferì a Londra dove trovò lavoro presso Henry Maudslay, l'inventore del tornio per la filettatura delle viti, unitamente a James Nasmyth (inventore del martello a vapore) e Richard Roberts.
Withworth evidenziò una grande abilità come meccanico mentre lavorava per Maudslay, sviluppando macchine utensili di precisione e anche introducendo un sistema per la costruzione di telai in ferro per macchine utensili che fossero contemporaneamente più rigidi e meno pesanti. 
Whitworth lavorò anche per Holtzapffel & Co (costruttori di macchine per tornitura ornamentale) e per Joseph Clement. Mentre era presso l'officina di Clement collaborò alla costruzione della calcolatrice di Charles Babbage, la Macchina alle differenze. Whitworth ritornò a Openshaw, vicino a Manchester, nel 1833 per iniziare la produzione in proprio di torni e altre macchine utensili che divennero famose per il loro elevato standard di lavorazione. A Whitworth è attribuita l'introduzione nel 1844 dell'unità di lunghezza detta Thou o mil, corrispondente a un millesimo di pollice, cioè 2,54 centesimi di millimetro.  Nel 1853, insieme al suo amico di vecchia data, artista e insegnante d'arte George Wallis (1811-1891), Whitworth fu nominato membro della commissione inglese per la New York International Exhibition. Ebbero modo di visitare vari siti industriali degli Stati Uniti e il risultato del loro viaggio fu il rapporto 'The Industry of the United States in Machinery, Manufactures and Useful and Applied Arts, complied from the Official Reports of Messrs Whitworth and Wallis, London, 1854.'
Nel 1850, l'architetto Edward Walters ebbe l'incarico di costruire per Whitworth la residenza The Firs, un grande palazzo collocato nell'area di Fallowfield vicino a Manchester, che ancora oggi è utilizzato come Chancellors Hotel & Conference Centre.

## Invenzioni
Whitworth, durante gli anni 1830 rese popolare un metodo di produzione di accurate superfici piane usando una tecnica che utilizzava il cosiddetto "blu degli ingegneri" (una miscela di blu di Prussia e materiale oleoso steso su di una superficie metallica che viene a sua volta raschiata con un'altra superficie, di controllo). La rimozione del blu mette in risalto la posizione dei punti in rilievo sulla superficie in esame. Fino all'introduzione di queste tecniche di raschiamento, si ricorreva alle tecniche di lucidatura che davano risultati meno accurati. Ciò portò a una esplosione dello sviluppo di strumenti di precisione che usavano queste tecniche per generare superfici piatte come base per l'ulteriore costruzione di forme precise.
La sua invenzione successiva, nel 1840, fu una tecnica di misurazione detta "end measurements" che utilizzava una superficie piana di precisione e una vite per misura, entrambi di sua invenzione. Questo sistema che forniva una precisione di un milionesimo di pollice, venne presentato alla Great Exhibition di Londra nel 1851.
Nel 1841, Whitworth ideò uno standard per la filettatura che presentava un filetto con angolazione al vertice di 55° e con un passo standard per un diametro dato. Questo divenne ben presto il primo sistema standardizzato a livello nazionale, la sua adozione da parte delle imprese ferroviarie, che fino ad allora utilizzavano diverse filettature, ne favorì un'ampia diffusione. In seguito questo standard venne classificato come "British Standard Whitworth", noto con l'abbreviazione BSW e individuato col codice BS 84:1956.

### Fucile Whitworth
A Whitworth venne commissionata dal Dipartimento della Guerra britannico la progettazione di un sostituto del fucile Pattern 1853 Enfield, i cui difetti erano venuti alla luce durante la guerra di Crimea. La canna del fucile Whitworth presentava un diametro minore da 11 mm e l'anima a sezione esagonale, sparava una pallottola esagonale allungata che aveva un rotazione più rapida rispetto al proiettile dell'Enfield. Le sue prestazioni durante le prove fatte nel 1859 lo fecero superiore al fucile Enfield, come venne riportato nel The Times del 23 aprile. Tuttavia il disegno della nuova canna si dimostrò facilmente soggetto a incrostazioni e molto più costoso dell'Enfield nella manifattura, per questo non venne adottato dalle forze armate inglesi e finì per essere adottato dall'esercito francese. Un numero imprecisato di fucili Whitworth finì presso le truppe Confederate durante la guerra di secessione. Da tali armi presero il nome i tiratori scelti sudisti: Whitworth Sharpshooters.
Il fucile Enfield ad avancarica venne modificato nel fucile Snider-Enfield da Jacob Snider, un mercante di vini americano di origine olandese. Trasformando in questo modo i fucili Enfield esistenti, il costo di un "nuovo" Snider-Enfield a retrocarica ammontava a soli 12 scellini.
La regina Vittoria inaugurò nel 1860 la prima riunione a Wimbledon della British Rifle Association sparando con un fucile Whitworth da una postazione fissa. Il fucile centrò un bersaglio da una distanza di 366 metri.

### Artiglieria a retrocarica
Whitworth progettò anche un cannone a retrocarica del calibro di 70 mm caricato con un proiettile da circa 6 kg e dalla gittata di circa 10 km. Il proiettile Withworth per scanalatura a spirale venne brevettato nel 1855. Anche questa arma non venne adottata dall'esercito britannico che preferì i cannoni di William George Armstrong, tuttavia venne utilizzata nella guerra di secessione americana.
Mentre cercava di rinforzare la struttura delle bocche di cannone, Whitworth brevettò un procedimento detto "acciaio fluido compresso"
per una colata di acciaio più omogeneo. Alcuni dei suoi pezzi fusi vennero esposti alla Grande Esposizione di Parigi del 1883.

## Premi e memoriali
Whitworth ricevette molti riconoscimenti per l'eccellenza dei suoi progetti e conseguì un notevole successo finanziario. Nel 1850, già membro della Royal Society e presidente dell'Ordine degli Ingegneri Meccanici, si fece costruire la residenza The Firs a Fallowfield a sud di Manchester. Nel 1854 acquistò Stancliffe Hall a Darley Dale nel Derbyshire e vi si trasferì con la seconda moglie Louisa nel 1872. Whitworth fornì quattro blocchi da sei tonnellate di marmo provenienti dalla cava di Darley Dale per la realizzazione delle statue di leoni della Saint George's Hall di Liverpool. Egli fondò a Manchester il Whitworth Institute, che in seguito divenne l'Ospedale in memoria della moglie.
Quale convinto sostenitore della formazione tecnica, Whitworth sostenne il Mechanic's Institute di Manchester e contribuì alla fondazione della Manchester School of Design. Nel 1868, promosse l'assegnazione di una borsa di studio per lo sviluppo dell'ingegneria meccanica. In riconoscimento dei suoi successi e del suo sostegno all'istruzione, un edificio dell'Università di Manchester porta il suo nome e le cerimonie di laurea vengono tenute nella Whitworth Hall. La Whitworth Art Gallery sita nell'Università e l'adiacente Whitworth Park sono un lascito dell'ingegnere alla città di Manchester.

## La fine

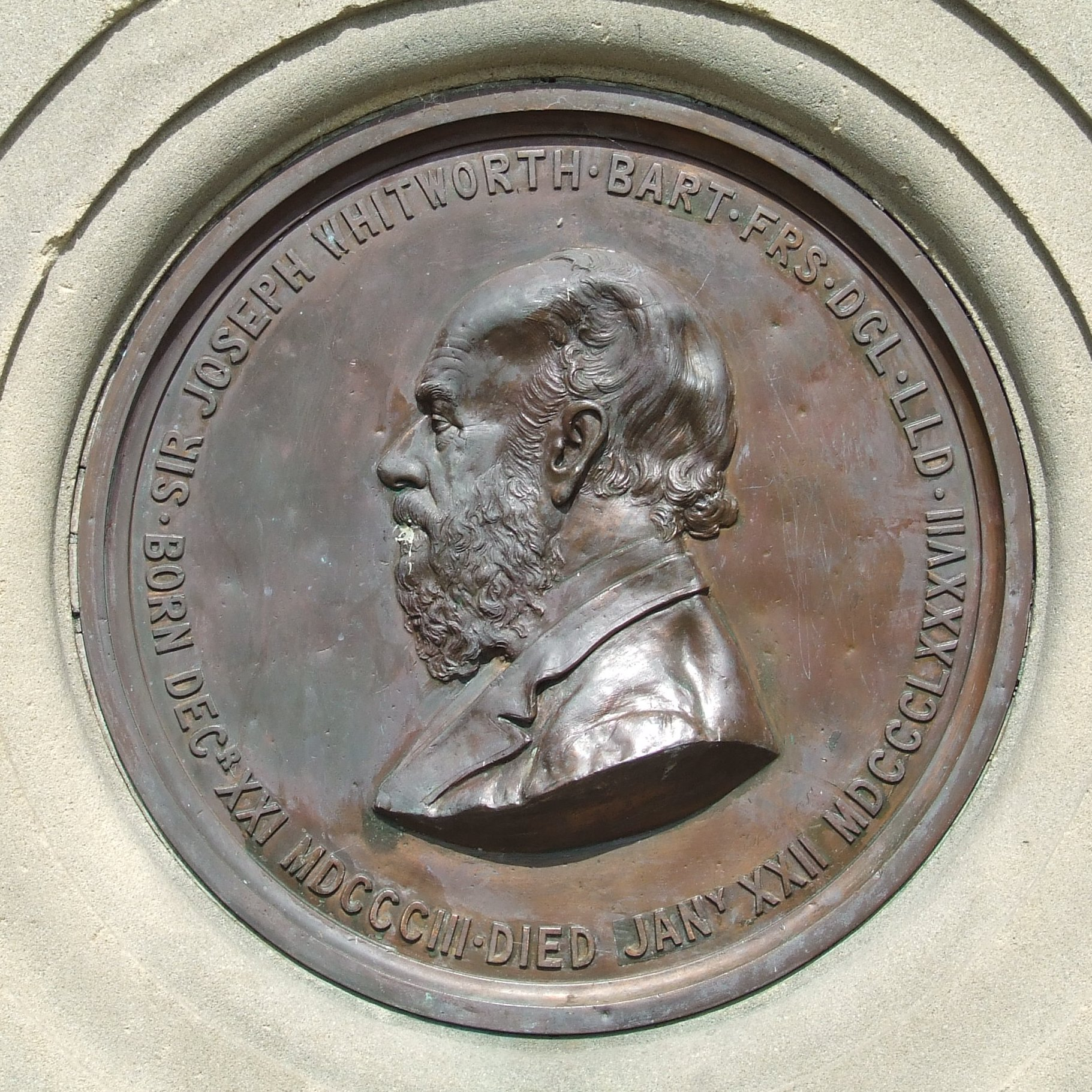
Targa sul monumento commemorativo in Whitworth Park, Darley Dale eretto nel 1894

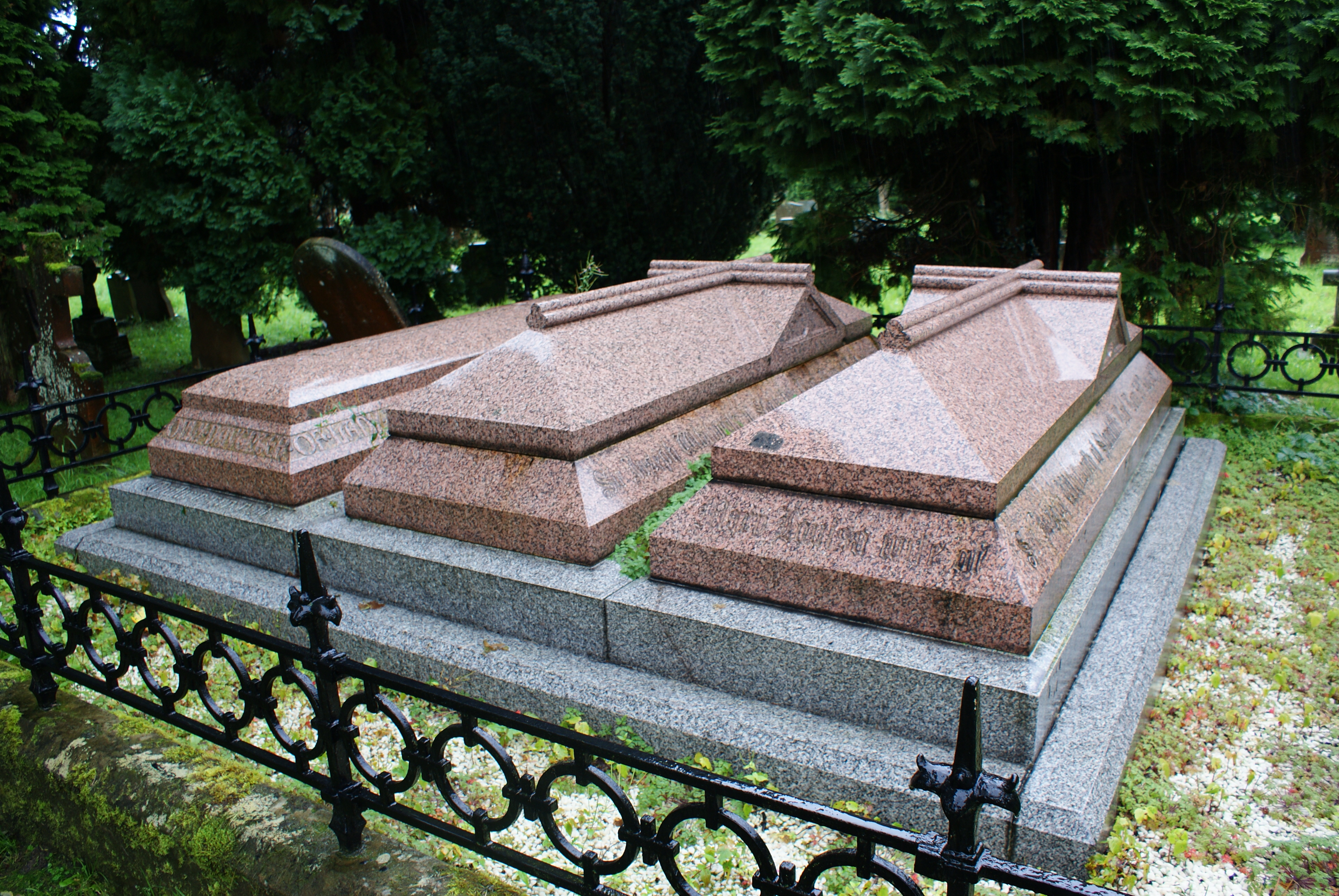
La tomba di Sir Joseph Whitworth nel cimitero della chiesa parrocchiale di Sant'Elena, Darley Dale, Derby (la tomba di Whitworth è quella centrale)

Nel gennaio del 1887, all'età di 83 anni, Sir Joseph Whitworth si spense mentre era a Monte Carlo dove si era recato nella speranza di migliorare il suo stato di salute. La salma, rimpatriata, venne sepolta nel cimitero della St Helen's Church a Darley Dale nel Derbyshire. Un dettagliato necrologio venne pubblicato nella rivista statunitense The Manufacturer and Builder (Volume 19, Issue 6, June 1887).